# René David (scientifique et sportif paralympique)
Pour les articles homonymes, voir René David.
René David né le 8 août 1939 à Saint-Nazaire et décédé le 2 février 2022 à Fontanil-Cornillon est un  scientifique français spécialiste de l'automatique ainsi qu'un sportif paralympique. Il a été directeur de recherche au CNRS jusqu'en 2000 puis directeur de recherche émérite jusqu'en 2010. Il est ancien directeur-adjoint du Laboratoire d'automatique de Grenoble (Grenoble-INP, CNRS).

## Biographie
Né à Saint-Nazaire en 1939, René David est le fils d'un ouvrier chaudronnier qui deviendra chef-d'atelier-assimilé-cadre, dans la construction navale. Après trois ans d'études « classiques » au collège Aristide-Briand de Saint-Nazaire, il passe le concours d'entrée en 4e à l'ENP Livet de Nantes et intègre cette École en octobre 1953. Il y restera cinq ans. En 1958, il obtient le baccalauréat mathématiques et technique et entre aux Arts et Métiers d'Angers. Il obtient son diplôme d'ingénieur en 1962 et entreprend une spécialisation dans la section Spéciale Automatique de l'Institut polytechnique de Grenoble. Pendant cette année scolaire, en mars 1963, un accident de voiture le laisse paraplégique.
Pendant sa scolarité nantaise, R. David joue au handball, en scolaire et au Nantes Étudiants Club. Il sera le capitaine de la première équipe de handball des Arts et Métiers d'Angers qui, en 1960, obtiendra le titre de championne d'Académie.

## Activité universitaire
Pendant l'année de rééducation que René David a passée à Berck-Plage, le Professeur René Perret est venu lui proposer de venir travailler comme chercheur dans le Laboratoire d'Automatique de Grenoble où il avait été élève; il commença en octobre 1964. C'était évidemment une très grande chance, et René David a gardé une profonde gratitude envers son maître qui lui a ainsi donné l'occasion de surmonter un grave handicap physique. En 1969, il a obtenu son doctorat ès-sciences, puis un poste de chercheur CNRS. Il y est resté jusqu'à la retraite en janvier 2000, puis a été directeur de recherche émérite pendant dix ans. Il a été directeur- adjoint du Laboratoire d'Automatique de Grenoble, et de l'école d'ingénieurs qui l'hébergeait (ENS Ingénieurs Electriciens de Grenoble),.
Ses domaines de spécialisation étaient les automatismes logiques (co-créateur du GRAFCET), le test des circuits digitaux, l'évaluation de performances des systèmes de production, et les réseaux de Petri continus et hybrides (outils de modélisation qu'il a créés, et développés en collaboration).

## Activité dans le cadre handisport
Pendant sa rééducation à Berck-plage, René David fut initié au basket en fauteuil roulant et au tir à l'arc, puis sélectionné pour participer aux Jeux paralympiques de Tokyo (novembre 1964), médaillé en tir à l'arc, et quatrième avec l'équipe de France de basket,.
En mai 1966, il fonda l'Association Sportive des Handicapés Physiques de Grenoble (ASHPG), qui lui confia la présidence (l'association prendra le titre Grenoble Handisport en 1986). Une équipe très dynamique entourait le Président. En premier lieu, Mireille Maraschin, une femme très active, enthousiaste et efficace qui fut la Secrétaire de l'association jusqu'en 2003; pendant plusieurs décennies elle fut l'âme de l'association, qui lui décerna le titre de Présidente d'Honneur lorsqu'elle quitta ses fonctions. D'autres personnes ont eu un rôle important et de longue durée, parmi lesquelles : Roger Grosjean longtemps trésorier et membre de l'équipe dirigeante jusqu'en 1989 ; Gino Maraschin, qui resta au Comité directeur jusqu'en 2002 ; Alain Berard, adhérent de la première heure et qui assura la présidence à partir de 1982. Après avoir quitté la présidence pour raison de santé, R. David fut Vice- Président jusqu'en 2005 ; le titre de Président- fondateur lui fut décerné lorsqu'il cessa son activité de responsable. Il eut aussi une activité dans les instances handisport, départementale, régionale, et nationale pour le tir à l'arc.
Dès la création de l'association, responsable de la section tir à l'arc, il fut l'initiateur et l'entraîneur de plusieurs archers(ères), dont certains très bons.
Aux Jeux paralympiques de 1968 (Tel Aviv), l'équipe de France de tir à l'arc (12 personnes) comprenait 5 grenoblois. Outre R. DAVID, il y avait M. Maraschin, Monique Girard, R. Grosjean, et G. Maraschin; les quatre premiers sont revenus médaillés. Ces excellents résultats, relatés dans la presse avec une photo en première page du Dauphiné Libéré, ont dynamisé la progression de l'ASHPG (augmentation du nombre d'adhérents et reconnaissance par divers organismes et institutions). M. Maraschin et M. Girard sont les deux archères françaises qui ont le meilleur palmarès international (à elles deux, 5 médailles individuelles dont 4 d'or aux Jeux paralympiques entre 1968 et 1976).
René David a été le responsable de l'équipe de basket en fauteuil roulant pendant plusieurs années à partir de sa création en 1966. Il créa aussi la section tennis en fauteuil roulant, en 1983.
Il a été sept fois capitaine de l'équipe de France de tir à l'arc (dont Jeux paralympiques de 1968), capitaine de l'équipe de France omnisports à des Jeux mondiaux (Stoke-Mandeville22 1969) et, en 1970, athlète choisi pour prononcer le serment à l'ouverture des Jeux mondiaux de St-Étienne.
René David a conçu la première potence de tir à l'arc (système de repérage tactile pour archers handicapés visuels) et le système IRIS (viseur sonore optoélectronique pour les mêmes personnes).

## Divers
En 2011 réalise un document vidéo qui, à travers le récit de sa carrière, documente quelques épisodes du début du handisport en France, du tir à l'arc pour aveugles mais aussi des anecdotes de la science et l'expérience d'une carrière en science en tant que paraplégique: Le Boulot, le Sport et le Handicap (par René DAVID)

## Médailles aux jeux paralympiques
- Tir à l'arc par équipes, Tokyo 1964
- Tir à l'arc individuel, Tokyo 1964
- Tir à l'arc par équipes, Tel Aviv 1968

## Distinctions

### Activité dans le sport
- Grande médaille de la Ville de Grenoble, 1969 ;
- Médaille de la jeunesse, des sports et de l'engagement associatif, or 1980 ;
- Chevalier de l'ordre national du Mérite, 1986.

### Activité professionnelle
- Prix de thèse de l'Alliance Universitaire de Grenoble, 1969;
- Prix de "International Federation of Automatic Control", meilleur "survey" dans la revue Automatica (période 92-95).
- Prix Nessim-Habif, décerné par la Société des Ingénieurs Arts & Métiers, 2001[1].